# Aeroporto Internacional de Mehrabad
Aeroporto Internacional de Mehrabad (em persa: فرودگاه مهرآباد) (IATA: THR, ICAO: OIII), também conhecido como Teerã-Mehrabad, é um internacional aeroporto localizado na cidade de Teerã, no Irã. Foi o aeroporto primário no tráfego internacional e doméstico de passageiro de Teerã, mas foi substituído pelo Aeroporto de Tehran-Imam Khomeini. No entanto, Mehrabad ainda é de longe o aeroporto mais movimentado do Irã em termos de tráfego de passageiros e movimentos de aeronaves, movimentando 13 941 798 passageiros em 2015. É capaz de receber aeronaves wide-body como o Boeing 747 e o Airbus A340-600. O aeroporto também é usado para todos os transportes aéreos de Chefes de Estado e de Governo do Irã.

## História
O aeroporto foi usado pela primeira vez como um campo de aviação para aviões do clube de aviação em 1938, depois da Segunda Guerra Mundial, além de se tornar internacionalmente reconhecido ao ingressar na organização de aviação civil do Irã na ICAO em 1949, o aeroporto também se tornou uma base da força aérea.
Os recém-entregues Republic F-84G Thunderjets (caça) e Lockheed T-33A Shooting Star (treinador) chegaram em maio de 1957 e abril de 1956, respectivamente. Força Aérea Iraniana. Em 1955, logo após a construção da primeira pista pavimentada com asfalto, um novo edifício do terminal (atual Terminal 1) para voos internacionais e domésticos foi projetado e construído. Entre os projetistas dos primeiros edifícios modernos do aeroporto estava o famoso arquiteto William Pereira.
Em 1961, o Aeroporto de Mehrabad adicionou um prédio lateral (atual Terminal 2) usado para voos de chegada.
O novo Aeroporto Internacional Imam Khomeini de Teerã (IKA) estava programado para ser inaugurado em 2004, com voos internacionais mudando gradualmente de Mehrabad, começando com voos para países que fazem fronteira com o Golfo Pérsico. Após a inauguração da IKA em maio de 2004, devido a complicações, foi somente no final de 2007 que o plano de transferir a maioria dos voos internacionais para o novo aeroporto foi concluído. Todos os voos internacionais foram transferidos para a IKA. 

Em junho de 2020, o aeroporto de Mehrabad anunciou um novo terminal para substituir os terminais 4 e 6. O novo terminal terá 20 portões (10 com pontes aéreas ) e um novo Terminal CIP. Não se sabe quando a construção começará.

## Ligação externa
- «Sítio oficial»
- Condições meteorológicas atuais em OIII (em inglês). Administração Oceânica e Atmosférica Nacional (NOAA) / Serviço Nacional de Meteorologia dos Estados Unidos (NWS)
- «Histórico de acidentes para THR» (em inglês). Aviation Safety Network. aviation-safety.net